# Luiz Biajoni
Luiz Henrique Biajoni (Americana, 21 de outubro de 1970) é um escritor e jornalista brasileiro. Conhecido pela série de romances que compõem a coletânea de novelas policiais A Comédia Mundana, o autor foi um dos pioneiros no uso da Internet como meio de popularização de sua obra no Brasil.

## Biografia
Luiz Biajoni nasceu em Americana, no interior do estado de São Paulo. Aos dezenove anos, iniciou sua carreira no rádio. Entre os anos de 1989 e 1993, trabalhou na implantação de uma das primeiras emissoras de TV local comunitária da América Latina, na cidade de Americana. Já em Limeira, participou da fundação da TV Jornal, considerada uma das redes locais mais ativas de São Paulo. Também atuou em campanhas políticas, dirigindo programas exibidos no horário eleitoral.
Em 2001, o jornalista comandou o site Tiro&Queda, já desativado, uma experiência pioneira no jornalismo on-line local. Já em 2002, Biajoni fundou a OSCIP Instituto Macuco, que realiza projetos culturais e de conscientização ambiental. Atualmente, além de se dedicar à publicação de romances e crônicas, atua como assessor de imprensa.

## Temas
Os romances de Luiz Biajoni tratam das relações humanas em uma sociedade que limita o encontro entre as pessoas a convenções hipócritas. A barbárie e o sexo se apresentam na obra do autor como o contraponto ao convívio civilizado que os personagens dissimulam. Esse é o mote predominante na "trilogia sacana" do autor, contida no volume A Comédia Mundana. A trama que conduz esses romances é policialesca, algo que influencia o estilo empregado por Biajoni, breve e pautado por diálogos, o que dá aos livros ares de roteiro cinematográfico.
Os obstáculos à união entre os personagens e o papel do sexo em sua relação guia toda a obra de Luiz Biajoni. O primeiro livro escrito pelo autor, Virgínia Berlim: uma experiência, evidencia isso. No romance, um personagem se vê isolado em seu apartamento após um acidente doméstico. Quando visitado por uma colega de trabalho, envolve-se com ela, a Virgínia que dá nome ao volume. A "experiência" intimista do autor seria o embrião de Sexo Anal: Uma Novela Marrom, apesar de contrastar com A Comédia Mundana.
O relacionamento amoroso e o sexo também são o mote de Elvis & Madona: Uma Novela Lilás, escrito por Biajoni depois de um pedido ao diretor Marcelo Laffitte, criador do filme Elvis & Madona. O escritor foi autorizado a romantizar a obra devido a sua veia policialesca. Contudo, apesar da trama policial que conduz os personagens, o que dá brilho ao romance é a relação entre Madona, uma travesti, e Elvis, ou Elvira, uma mulher homossexual. A afeição inusitada traz à tona questões sobre o amor e a homossexualidade diante das convenções sociais.
Nos últimos anos, Luiz Biajoni deixou de lado a literatura policial que o popularizou, publicando romances mais reflexivos, como A Viagem de James Amaro, Quatro Velhos e Algum Amor, ainda que mantendo sua forma de escrita dinâmica e bem-humorada.

## Recepção
Em 2004, Luiz Biajoni já era um jornalista conhecido na região de Limeira e Americana, além de um blogueiro seguido por muitos leitores. Após ser rejeitado por dezesseis editoras, o autor decidiu publicar seu livro através da Internet, disponibilizando Sexo Anal: Uma Novela Marrom como e-book gratuito. O livro digital logo alcançou a marca de 20.000 downloads, o que deu visibilidade ao escritor.
Graças ao sucesso na rede, o autor encontraria uma editora. A pequena OsViraLata seria a responsável por publicar a edição de bolso de Sexo Anal: Uma Novela Marrom, em 2005, e o romance Buceta: Uma Novela Cor-de-rosa, em 2006, que compõem a trilogia de A Comédia Mundana. Todos os livros das baixas tiragens se esgotaram, algo que se repetiu com Virgínia Berlim: Uma Experiência, de 2007. Este romance era acompanhado por um CD. A partir da "trilha sonora" do livro, o autor pretendia criar uma experiência sensorial que fosse além das páginas do volume.
O êxito das novelas policiais de Luiz Biajoni o tornou conhecido fora do círculo de seguidores da Internet. A publicação de Elvis & Madona: Uma Novela Lilás, livro relacionado a um sucesso do cinema nacional, Elvis & Madona, também promoveu o nome do autor. Por sua vez, em 2013, a editora carioca Língua Geral reuniria a "trilogia sacana" de Biajoni na coletânea A Comédia Mundana, publicação responsável por levar o nome do autor à grande mídia, sendo citado e tendo ganho resenhas em veículos como o Estado de Minas e o Correio Popular .
A capa de A Comédia Mundana: Três Novelas Policiais Sacanas também ganhou destaque. O desenhista convidado para realizar a ilustração foi Benício, principal criador dos pôsteres de filmes da pornochanchada. O sucesso da coletânea fez com que uma editora portuguesa se interessasse pela obra de Luiz Biajoni. A Comédia Mundana foi então publicada no Velho Continente pela Editora Chiado.
Em 2015, o autor deixou de lado a literatura policial para publicar um romance mais introspectivo, A Viagem de James Amaro, que contou com capa do escritor e quadrinista Lourenço Mutarelli. No romance, dois personagens aparentemente sem nada em comum partem em uma longa viagem de carro.
Nos anos seguintes, já com uma nova editora, a Penalux, Luiz Biajoni publicaria uma edição comemorativa de dez anos de Virgínia Berlim. Em 2019, é publicado Quatro Velhos, romance que traz como personagens dois casais de idosos que formam uma forte, apesar de improvável, amizade. Já em 2020, em plena pandemia do novo coronavírus, Biajoni publica seu oitavo romance, Algum Amor, que tem a quarentena como pano de fundo.

## Obras
- Sexo Anal: Uma Novela Marrom - romance - Editora OsViraLata, 2005;
- Buceta: Uma Novela Cor-de-rosa - romance - Editora OsViraLata, 2006;
- Virgínia Berlim: Uma Experiência - romance - Editora OsViraLata, 2007;
- Elvis e Madona: Uma Novela Lilás - romance - Editora Língua Geral, 2010;
- A Comédia Mundana: Três Novelas Policiais Sacanas - coletânea que inclui Sexo Anal: Uma Novela Marrom, Buceta: Uma Novela Cor-de-rosa e o inédito Boquete: Uma Novela Vermelha - Editora Língua Geral, 2013;
- A Viagem de James Amaro - romance - Editora Língua Geral, 2015;
- Virgínia Berlim: Uma Experiência, Segunda Edição - romance - Editora Penalux, 2017;
- Quatro Velhos - romance - Editora Penalux, 2019;
- Algum Amor - romance - Editora Penalux, 2020.

## Ligações Externas
- Página oficial de Luiz Biajoni
- Entrevista de Luiz Biajoni à página Homo Literatus.